# Arturo Yrarrázaval Correa
Arturo Yrarrázaval Correa (Santiago, 1881-Viña del Mar, 14 de julio de 1963) fue un abogado y político chileno.
Era hijo del político Manuel José Yrarrázaval Larraín y de doña Isabel Correa de Saa y Toro-Zambrano, hija de los Condes de la Conquista. Estudió en el Colegio San Ignacio (1891-1895) y en el Instituto Nacional (1896-1900). Se tituló de abogado en la Universidad de Chile en 1906.
Contrajo matrimonio en Buenos Aires, Argentina, en 1910, con Georgina Llobet Cullen, sin descendencia.

## Vida pública
Se dedicó a la agricultura en la hacienda familiar en el Maipo. Ingresó a la política primero como miembro de la Legación de Chile en Hungría, siendo militante del Partido Conservador, en el gobierno de don Ramón Barros Luco.
Elegido Diputado por Ovalle, Combarbalá e Illapel (1915-1918). Integró la Comisión de Policía Interior y de Hacienda.
Fue accionista, organizador y director de numerosas instituciones comerciales y mineras. En 1920 suscribió 20.000 acciones de la Compañía Carbonífera de Arauco. En su acción legislativa y periodística, se ha mostrado vehemente, pródigo en ideas e inspirad en propósitos sanos y constructivos.
En 1919 abogó porque se ampliaran los horizontes de trabajo a la mujer y se le diera cabida en los correos, telégrafos, boleterías, ferroviarias, oficinas de reclamos e informaciones, notarías, bancos, escuelas, etc. idea que ha tenido aplicación y producido buenos resultados.